# Strychnos henningsii
Strychnos henningsii är en tvåhjärtbladig växtart som beskrevs av Ernest Friedrich Gilg. Strychnos henningsii ingår i släktet Strychnos och familjen Loganiaceae. Inga underarter finns listade i Catalogue of Life.